# Hancea
Hancea es un género de plantas de la familia de las euforbiáceas. Comprende 18 especies descritas y de estas solo 17 aceptadas.

## Taxonomía
El género fue descrito por Berthold Carl Seemann y publicado en The Botany of the Voyage of H.M.S. ~Herald~ 409. 1857.

## Especies aceptadas
A continuación se brinda un listado de las especies del género Hancea aceptadas hasta marzo de 2014, ordenadas alfabéticamente. Para cada una se indica el nombre binomial seguido del autor, abreviado según las convenciones y usos.
- Hancea acuminata (Baill.) S.E.C.Sierra, Kulju & Welzen
- Hancea capuronii (Leandri) S.E.C.Sierra, Kulju & Welzen
- Hancea cordatifolia (Slik) S.E.C.Sierra, Kulju & Welzen
- Hancea eucausta (Airy Shaw) S.E.C.Sierra, Kulju & Welzen
- Hancea grandistipularis (Slik) S.E.C.Sierra, Kulju & Welzen
- Hancea griffithiana (Müll.Arg.) S.E.C.Sierra, Kulju & Welzen
- Hancea hirsuta (Elmer) S.E.C.Sierra, Kulju & Welzen
- Hancea hookeriana Seem.
- Hancea integrifolia (Willd.) S.E.C.Sierra, Kulju & Welzen
- Hancea kingii (Hook.f.) S.E.C.Sierra, Kulju & Welzen
- Hancea longistyla (Merr.) S.E.C.Sierra, Kulju & Welzen
- Hancea papuana (J.J.Sm.) S.E.C.Sierra, Kulju & Welzen
- Hancea penangensis (Müll.Arg.) S.E.C.Sierra, Kulju & Welzen
- Hancea spinulosa (McPherson) S.E.C.Sierra, Kulju & Welzen
- Hancea stipularis (Airy Shaw) S.E.C.Sierra, Kulju & Welzen
- Hancea subpeltata (Blume) M.Aparicio ex S.E.C.Sierra, Kulju & Welzen
- Hancea wenzeliana (Slik) S.E.C.Sierra, Kulju & Welzen